# Terreur rouge (Espagne)
Pour les articles homonymes, voir Terreur rouge.
Le nom de Terreur rouge (en espagnol : terror rojo) est utilisé pour désigner, en Espagne, l'ensemble des actes de violence commis par différents groupes d'activistes républicains (socialistes, communistes, anarchistes) pendant la guerre civile espagnole des années 1930.
La Terreur rouge vise la religion catholique, les politiques (de droite comme de gauche ; « terreur stalinienne ») et se déroule en parallèle à la Terreur blanche commise par les franquistes.

## Contexte
Dans les semaines qui suivent le coup d'État des 17 et 18 juillet 1936, les organisations « prolétariennes », dont les communistes et anarchistes, prennent le pouvoir de fait dans les rues des villes et dans les campagnes. En Catalogne et en Aragon, malgré les consignes modératrices[réf. nécessaire] de la Confédération nationale du travail (CNT), l'économie est collectivisée de fait par les militants de base. En Andalousie, dans de nombreux lieux, des militants anarchistes décrètent l'abolition de la propriété et de la monnaie. 
Les milices socialistes, anarchistes, communistes ou, plus rarement, POUMistes apparaissent dans l'ensemble du pays, agissant souvent de leur propre chef. La situation est parfois renforcée par l'antagonisme de certains villages anarchistes. Des délinquants en profitent pour régler leurs comptes en se présentant comme des militants prolétariens. Le gouvernement de la Seconde République espagnole apparaît impuissant. La CNT travaille à la révolution et à la lutte contre le franquisme, elle refuse que ses milices apportent leur concours au gouvernement central.
Les violences commises durant la guerre civile semblent surtout s'être déroulées dans un contexte d'absence totale de contrôle et non en fonction d'un plan organisé par les dirigeants politiques républicains[réf. nécessaire]. Le gouvernement de Francisco Largo Caballero, arrivé au pouvoir en septembre 1936, prend des mesures fermes[réf. nécessaire] pour rétablir l'ordre et la loi, aboutissant selon certaines sources à la diminution des pillages et des meurtres, alors même que ces exactions sont constatées jusqu'en 1939. 
Le ministre de la Justice Juan García Oliver, lui-même anarcho-syndicaliste, met fin aux excès de la « justice populaire » et notamment des patrouilles de miliciens agissant sans contrôle : des camps de travail sont institués, permettant notamment aux condamnés d'y purger leurs peines à l'abri, et les peines de mort prononcées par les tribunaux sont décrétées révisables[réf. nécessaire]. Les compétences des « tribunaux populaires » sont par ailleurs étendues. Au printemps 1937, les grandes tueries ont pour l'essentiel pris fin en zone républicaine, du moins pour la durée de la guerre. 
À partir de l'été 1937, la persécution religieuse se poursuit, bien qu'une tolérance se développe[réf. nécessaire], permettant aux cérémonies religieuses de reprendre. Les messes sont à nouveau célébrées clandestinement ; l'exercice libre du culte demeure interdit. Des exactions et des actes de répression politique, commis notamment par le Servicio de Información Militar, continuent de se dérouler jusqu'à la fin du conflit en avril 1939.
Les crimes et les excès commis par le camp républicain contribuent à heurter une partie de l'opinion espagnole et étrangère. En France, le gouvernement de Léon Blum réfrène ses sympathies naturelles pour les républicains et s'aligne sur la politique non-interventionniste du Royaume-Uni. Ce n'est qu'à partir du bombardement de Guernica en avril 1937 que l'opinion internationale bascule nettement en faveur de la République espagnole.

## Origine et usage du terme
À l'origine, le terme « terreur rouge » est principalement utilisé par les nationalistes et leurs partisans, par exemple en France dans une partie de la presse de droite. En 1936, en Haute-Garonne, à Villefranche-de-Lauragais, le candidat de droite, Peille, envoie une brochure à chaque électeur intitulée « La Terreur Rouge en Espagne ».
L'historien Émile Temime considère qu'il s'agit avant tout de l'un des « deux thèmes majeurs et complémentaires de la propagande franquiste », avec « celui de la Croisade contre le Communisme ». L'historienne Caroline Désy analyse ainsi le discours dominant dans l'Église catholique en citant l'abbé Camille Poisson : « Lutte formelle entre la civilisation chrétienne et la terreur rouge que représente le communisme athée, féroce de Moscou, tel est, disons-nous, le caractère de la guerre civile qui déchire actuellement l'Espagne ».
Le terme est devenu courant dans le vocabulaire historique espagnol et est utilisé dans des publications gouvernementales. L'historien français Bartolomé Bennassar emploie pour sa part le terme de « terreur rouge et noire ».

## Exécutions sommaires et violences antireligieuses
Parmi les violences ayant le plus marqué l'opinion internationale durant la guerre civile espagnole, les attaques contre le clergé espagnol causent un émoi particulier. Celles-ci incluent des profanations de monastères, d'églises et de gravures religieuses, ainsi que le meurtre de 6 842 membres du clergé catholique.
Pour l'historien français Guy Hermet, le massacre des prêtres espagnols représente « la plus grande hécatombe anticléricale avec celles de la France révolutionnaire puis du Mexique d'après 1911 ». 
L'historien Bartolomé Bennassar rappelle que, « dès mai 1931, une centaine d'églises avaient été détruites ». Des groupes anarchistes s'en prennent à des prêtres et à des monastères dans les premiers mois de la guerre civile (1936), le clergé catholique étant souvent vu comme un bastion du conservatisme et de l'ordre établi. La propagande du camp nationaliste avance initialement le chiffre de 20 000 prêtres massacrés. L'historien britannique Antony Beevor cite le chiffre de 13 évêques, 4 181 prêtres, 2 365 membres d'ordres divers et 283 religieuses, pour la plupart tués au cours de l'été 1936.
Des exactions sont commises en Aragon, en Catalogne et à Valence, où des églises sont incendiées et vandalisées. Des prêtres sont brûlés vifs dans leurs églises, et l'on signale des cas de castration et d'éviscération.
Les violences contre le clergé ont lieu à peu près partout sauf au Pays basque espagnol.
Rapporté à l'ensemble des effectifs du clergé espagnol, le nombre de victimes représente 13 % des prêtres diocésains, 23 % des religieux et 3 à 4 % des religieuses. Les proportions, qui concernent l'ensemble du territoire espagnol, sont largement dépassées s'agissant de la seule zone « loyaliste » : les assassinats de prêtres concernent 87,8 % de ceux du diocèse de Barbastro et 63,5 % de ceux du diocèse de Lérida. D'autres diocèses perdent 30 à 50 % de leurs prêtres. Pendant plusieurs mois, en dehors du Pays basque, le seul fait d'être reconnu comme prêtre peut constituer un motif d'assassinat ou d'exécution.
Dans la région de Barcelone, où les anarchistes sont rapidement maîtres de la rue, le massacre commence dès le 19 juillet 1936 : des groupes entiers de prêtres, parfois capturés dans leurs cachettes, sont fusillés, cela jusqu'en mars 1937, et des « incidents mortels » se produisent jusqu'en avril et mai.[réf. nécessaire]
Les incendies de bâtiments religieux se multiplient dans la région, et seule la cathédrale de Barcelone échappe au feu et aux déprédations. La Sagrada Família, en cours de construction, est endommagée par des vandales révolutionnaires ; les maquettes et les plans de l'atelier de l'architecte Antonio Gaudi sont détruits par les républicains. Dix mille volumes précieux de la bibliothèque des capucins de Sarrià sont dispersés.
Les violences anticléricales sont inégales selon les lieux et aucun schéma régional n’apparaît pour l'ensemble de ces exactions. Les persécutions semblent avoir, pour une part, dépendu moins d'ordres précis donnés par les milices anarchistes (CNT et FAI) que de l'humeur des dirigeants des « comités antifascistes » locaux. Le gouvernement républicain est dépassé et se contente d'accuser réception des appels au secours du clergé, avant de cesser tout à fait d'y répondre.
Près de 2 000 martyrs de la guerre d'Espagne ont été officiellement reconnus par le Vatican et sont concernés par des procédures de béatification.

## Exécutions sommaires et violences politiques
L'assassinat par Luis Cuenca, policier et garde du corps d'Indalecio Prieto, chef du Parti socialiste PSOE, de l'un des chefs et des députés de la droite monarchiste, José Calvo Sotelo le 13 juillet 1936, décide les militaires à agir. Non sans mal, les militaires obtiennent l'appui des milices carlistes et de la Phalange. Les militaires décident de lancer l'offensive les 17 (au Maroc) et 18 juillet 1936 (péninsule), sans objectif politique autre que le renversement du pouvoir de gauche.
Dans certaines grandes villes où socialistes et communistes dominent, les partis et syndicats de gauche réquisitionnent des bâtiments et créent des « commissions d'enquêtes », généralement connues sous le nom de « checas » en référence à la Tchéka) : des partisans de l'insurrection nationaliste sont traînés devant des « tribunaux populaires », quand ils ne sont pas abattus sommairement. Ces centres de rétention et de massacres sommaires sont notamment dirigés par Loreto Apellaniz Garcia, Agapito Garcia Atadell, Ernon Gerö ou encore, Alfonso Lorencic,. « Mieux vaut condamner cent innocents que d'absoudre un seul coupable », déclarait Dolores Ibárruri, la présidente du Parti communiste d'Espagne. 
Des monarchistes, des personnalités de droite, des officiers demeurés en zone républicaine après l'échec du coup d'État, sont tués sans jugement ou après des simulacres de procès : 1 500 officiers sont tués sur les arrières du front.
De nombreux abus et erreurs judiciaires semblent en outre avoir été commis, des rancunes personnelles ayant entraîné des dénonciations abusives. De fausses lettres de la Phalange espagnole sont parfois produites pour hâter la condamnation et l'exécution des accusés. Dans le climat de suspicion généralisée, un grand nombre de criminels trouvent commode d'agir sous pavillon politique : certaines checas deviennent des gangs dirigés par des opportunistes.[réf. nécessaire] Un certain nombre d'exactions politiques sont l'œuvre de prisonniers libérés, amenant la CNT-FAI à déplorer que « la pègre déshonore la révolution ». 
Madrid connaît une vague de meurtres politiques ou supposés tels. Dans la nuit du 22 au 23 août 1936, à l'annonce du massacre de deux mille deux cents républicains aux arènes de Badajoz, une foule de miliciens prend d'assaut la prison Modelo : une trentaine de prisonniers politiques, dont plusieurs notables de droite et d'anciens ministres, sont massacrés lors de « sacas de presos ». Manuel Azaña, horrifié par les évènements de Madrid, est à deux doigts de démissionner de ses fonctions de président de la République. 
À Barcelone, les industriels ayant brisé des grèves sont des cibles privilégiées : une vague de répression est menée par le Comité central des milices antifascistes. Des règlements de comptes opposent les syndicalistes aux anciens « jaunes » (non grévistes ou briseurs de grève). 
Entre le 6 et le 8 novembre 1936, à l'approche de la conquête de Madrid par les franquistes, et tandis que le communiste Santiago Carrillo détient le poste de conseiller à l'ordre public de la Junte de défense madrilène, entre 2 200 et 2 500 détenus politiques sont fusillés au cours de l'épisode du massacre de Paracuellos, qui représente l'apogée des sacas envers les prisonniers politiques.

### Entre révolutionnaires, entre les gauches
Après cet épisode, les violences politiques tendent à diminuer, et s'apparentent davantage à une répression politique de type stalinien, avec les tortures et les assassinats commis par le Servicio de Información Militar (es), police politique de l'Armée populaire. Les victimes n'en sont plus uniquement des hommes de droite : l'épuration vise aussi les factions minoritaires de l'extrême-gauche espagnole, qualifiées de « fascistes ». 
Parallèlement, une « guerre civile dans la guerre civile » se développe dès juillet 1936, avec les conflits entre républicains. Les affrontements sanglants entre communistes et anarchistes en Catalogne s'achèvent, en mai 1937, par la victoire des communistes, qui exécutent sommairement (sous l'euphémisme de « purge ») des membres de la CNT ainsi que du POUM. Dénoncé par André Marty, le chef du POUM, Andreu Nin, est emprisonné avant d'être tué par une équipe de membres des Brigades Internationales, commandée par un agent soviétique, Alexandre Orlov. Le communiste français André Marty prend une part active à ces actions criminelles,. Il décide, en particulier, de l'exécution sommaire du Commandant Delasalle. En mars 1939 a lieu une deuxième guerre civile interne au camp républicain, quand des combats opposent à Madrid des unités militaires communistes et anarchistes. 
On trouve une évocation et une condamnation de brutalités commises dès 1936 par des Républicains, y compris pour terroriser les ouvriers, chez des auteurs aussi différents que Simone Weil ou George Orwell, tous deux engagés dans des milices républicaines.

## Répartition des violences sur le territoire espagnol
Les exactions assimilées à la « terreur rouge » ont lieu dans l'ensemble du territoire républicain, mais leur répartition est très inégale sur le territoire. Dans l'ensemble, les régions touchées par la crise économique sont celles ayant connu le plus de violences, notamment en Vieille-Castille, où 2 000 personnes sont tuées durant la guerre. À Tolède, 400 personnes sont tuées entre le 20 et le 31 juillet. Certaines régions d'Andalousie connaissent de véritables tueries. À Malaga, un bombardement de l'aviation nationaliste sur un marché de la ville entraîne une vague de répression en juillet : des suspects sont traînés hors des prisons pour être fusillés. La plus grande partie de la Catalogne est affectée par la terreur : dans les derniers jours de juillet, le passage des colonnes anarchistes est accompagné d'exécutions dans les villages. Des listes noires comportant la plupart du temps des notables et des partisans des insurgés franquistes sont dressées et des groupes spéciaux dépendant des colonnes s'emploient à les retrouver, quand ils n'ont pas déjà fui vers les lignes franquistes. Nombreux sont les prisonniers passés par les armes, ce qui n'est pas toujours pour déplaire aux habitants qui règlent ainsi d'anciens comptes. 
Une partie des exécutions sommaires est le fait des habitants eux-mêmes qui profitent du passage des colonnes pour leur en attribuer la paternité. À Figueras, le comité anarchiste fait exécuter quatorze personnes détenues dans la prison et fait incendier le couvent des religieuses françaises. Deux cent-cinquante des 800 prisonniers transférés par voie ferroviaire depuis l'établissement carcéral de Jaén, dont le doyen de la cathédrale, sont assassinées durant le trajet par des miliciens. Dans les trois provinces du Pays valencien, le nombre de morts approche les 5 000.

## Bilan
Le nombre de victimes n'a jamais été chiffré avec exactitude par les historiens. Pour l'historien américain Gabriel Jackson (es), le bilan est d'environ 20 000 morts, dont 17 000 dans les trois premiers mois de la guerre et quelques milliers ensuite. Selon Antony Beevor, le bilan de la plupart des actes de la Terreur rouge espagnole, qui se déroulèrent au début du conflit à l'été et automne 1936, s'élèverait à environ 38 000 personnes, dont presque la moitié furent tués à Madrid (8 815 victimes) et en Catalogne (8 352 victimes). Selon Hugh Thomas, le bilan des massacres commis par les républicains s'élève à 55 000 morts. Émile Témime donne une estimation de 70 000 tués. Guy Hermet observe que si le chiffre de 300 000 victimes, avancé par la propagande nationaliste, est très exagéré, les estimations oscillent entre 86 000 et 200 000, « étant entendu que ce dernier chiffre (avancé par Gabriel Jackson) semble tendre surtout à démontrer que les assassinats ont été moins nombreux sur le territoire loyaliste que dans l'Espagne nationale » : lui-même penche pour une estimation de 75 000 victimes environ.
La « Terreur rouge » est contemporaine de la « Terreur blanche » et sera suivie plus tard de mesures de représailles et d'épuration par les nationalistes. Le bilan de la terreur blanche, qui est prolongée après le conflit par la dictature franquiste, aboutit à un chiffre de victimes nettement supérieur, les estimations allant de  150 000 à 400 000 morts,.